# コクシェタウ
コクシェタウ（カザフ語: Көкшетау / Kökşetaw / كوكشەتاۋ、ロシア語: Кокшетау）は、カザフスタン北部のアクモラ州にある都市で、同州の州都である。人口は12万5225人（2007年国勢調査）。ソ連統治下はコクチェタフ (Кокчетав) と呼ばれたが、1993年に改称された。

## 地理
首都のアスタナから北西へ1245km。大自然とブラバイ・リゾートなどの観光地で知られる。コパ湖という湖に発展した。

## 歴史
1824年に要塞として建設された。地名はカザフ語で「緑の山」を意味するコクシェタウの丘にちなみ名づけられた。1868年にこの地方のウェズド（行政区画の一種）の中心になった。
1930年代の内務人民委員部 (NKVD) によるポーランド作戦と国内のドイツ人粛清によって、この地域には多くのクレシー人が強制移住させられた。このため、コクチェタフはカザフスタンにおけるポーランド人ディアスポラの根城となった。1944年3月16日にコクチェタフ州が創設されてから、同州の都であり続けている。
第二次世界大戦後には、第1054収容地区（ラーゲリ）が設置され、シベリア抑留の対象となった日本人捕虜の一部が移送されてきた。

## 産業
食品加工などの軽工業が軸で、低品質の小麦などを産する。北には金鉱がある。ここから430kmほどのエキバストスまで、電圧1000キロバイト級の送電線が通じている。

## 交通
空港からアルマトイやペトロパブルに便がある。鉄道網が国の南部やロシアに延びている。

## 姉妹都市
- ウィスコンシン州ウォキショー（アメリカ合衆国、1989年締結）